# Danuta Mosiewicz-Mikusz
Danuta Mosiewicz–Mikusz ps. „Magda” (ur. 10 lutego 1920 w Jaśle, zm. 17 czerwca 2013 w Zabrzu) – sanitariuszka kampanii wrześniowej, łączniczka w KObw. Radomsko-Kieleckiego ZWZ, kurierka-łączniczka ZO Krakowskiego Okręgu ZWZ-AK, więźniarka Oświęcimia. Odznaczona Krzyżem Srebrnym Orderu Wojennego Virtuti Militari.

## Życiorys
Danuta Mosiewicz urodziła się 10 lutego 1920 w Jaśle w rodzinie inżyniera-leśnika Adama Mosiewicza i Róży z d. Landowska. W 1924 rodzina zamieszkała w Przemyślu, w związku ze służbowym przeniesieniem ojca z Jasła na stanowisko Inspektora Ochrony Lasów przy Starostwie przemyskim. Tam ukończyła III Państwowe Gimnazjum i Liceum, w którym należała do Związku Harcerstwa Polskiego, a w ostatniej klasie do Przysposobienia Wojskowego Kobiet. 16 maja 1939 otrzymała świadectwo maturalne w III Państwowym Liceum Humanistycznym, gdzie w ramach Hufca Licealnego PWK ukończyła kurs sanitarny.
1 września rozkazem Komendy PWK przydzielono ją do punktu sanitarnego, który znajdował się na pobliskiej stacji kolejowej Bakończyce. Od 15 września do 20 października pracowała jako siostra PCK w 10 Szpitalu Wojskowym w Przemyślu. W ich domu mieszczącym się  przy ul. A. Potockiego prowadziła ukryty punkt opatrunkowy, w którym razem z dr Franciszkiem Hippem pochodzącym ze Lwowa opatrywała ukrywających się w mieście rannych. W grudniu przebywał u niej przez około 2 tygodnie m.in. ranny gen. Władysław Anders, któremu towarzyszyła małżonka. W marcu 1940 rodzina Mosiewiczów została wyrzucona z domu przez NKWD, a obawiając się deportacji przedostała się na zachodnią stronę Przemyśla, która znajdowała się pod okupacją niemiecką. Wkrótce Danuta wyjechała do Kielc, gdzie dzięki kpt. Stanisławowi Rychterowi zatrudniła się we włoskim Towarzystwie Ubezpieczeniowym Riunione Adriatice di Sicurta i polskim „Piast”. W początkowym okresie była łączniczką S. Rychtera, na początku w Służbie Zwyciestwu Polski, a następnie w Komendzie Obwodu Radomsko-Kieleckiego Związku Walki Zbrojnej. Kiedy Komenda została zagrożona aresztowaniami, wówczas przeniosła się z Kielc do Radomia, a Danuta w tym czasie wyjechała do Rzeszowa, gdzie wówczas znajdowali się jej rodzice. W sierpniu 1941 wyjechała do Krakowa, gdzie pod ps. „Magda" była kurierką-łączniczką ZO, Krakowskiego Okręgu ZWZ-AK. Razem z Wisławą Wojas ps. ,,Krysia”, którą sama zwerbowała była w stałej dyspozycji dowódcy ZO, początkowo S. Rychtera ps. ,,Brożyna”, a od 1942 mjr. Stefanowi Dul ps. ,,Olszyna”. 8 lutego 1943, kiedy służbowo przebywała w Warszawie  została aresztowana po spotkaniu z Pawłem Kowolikiem kurierem AK ze Śląska, którego obserwowało gestapo. Przesłuchiwano ją na gestapo w alei Szucha, a następnie przekazano ją do więzienia Montelupich w Krakowie. Była tam bita i duszona maską gazową, ale nikogo nie wydała.
16 czerwca 1943 została wysłana transportem więziennym do obozu koncentracyjnego w Oświęcimiu, gdzie otrzymała nr 46208. W obozie poznała więźniarkę Stanisławę Rachwałową, dzięki której została zatrudniona w biurze obozowym i tam włączyła się do obozowego ruchu oporu. Brała czynny udział w akcji samopomocy więźniarskiej, polegającej na pomocy chorym i wycieńczonym koleżankom. Była pośredniczką w przekazywaniu lekarstw do szpitala znajdującego się na terenie obozu, a które to tajnymi drogami docierały do Auschwitz. Pracowała w biurze Politische Abteilung, gdzie jej zadaniem było sporządzanie ilościowych zestawów transportów kobiecych, które przyjeżdżały do obozu. Robiła odpisy z tych list transportowych oraz zbierała dane o zmarłych więźniarkach. Wykazy te były później przemycane poza obóz. Pośredniczyła w przekazywaniu poza obóz grypsów o wydarzeniach w obozie oraz pełniła funkcję łączniczki pomiędzy organizacją w obozie kobiecym i męskim. 18 stycznia 1945 obóz został ewakuowany na zachód do Wodzisławia Śląskiego. Podczas „marszu śmierci” Danucie razem z Walentyną Konopską udało się zbiec w Porębie za Pszczyną i dotrzeć do Zabrzegu k. Dziedzic, gdzie zamieszkiwała jej rodzina. Po przejściu frontu 16 lutego wróciła do Krakowa, a pod koniec miesiąca dotarła do Rzeszowa.
Po zakończeniu wojny zamieszkała w Katowicach, gdzie od 1 maja 1945 zatrudniła się w biurze Hurtowni Papieru Stanisława Grzebliszewskiego. 15 października  przeprowadziła się do Głuchołaz, gdzie zatrudniła się jako referentka w Opolskim Zjednoczeniu Papierniczym. W listopadzie 1945 wyszła za mąż za Józefa Mikusza. W lipcu 1946 przenieśli się do wsi Ustroń znajdującą się nieopodal Wałbrzycha, gdzie w roku następnym  zamieszkali. Tam również zatrudniła się w Zjednoczonych Zakładach Przemysłu Lniarskiego. W czerwcu 1948 rodzina z pierwszym dzieckiem przeniosła się do Wrocławia. W związku z wychowywaniem trójki dzieci, Danuta przez kilka lat nie pracowała zawodowo. W 1954 z rodziną przeniosła się do Kończyc. Od grudnia 1960 ponownie zaczęła pracować zawodowo w Zabrzu w Prezydium Miejskiej Rady Narodowej, w której pracowała do 1973 i uzyskując II grupę inwalidzką przeszła na wcześniejszą emeryturę.
W latach 60. wspólnie z mężem zeznawała w procesach SS-manów. Od 1945 jest członkiem Związku Byłych Więźniów Politycznych Hitlerowskich Obozów Koncentracyjnych; należy również do Towarzystwa Opieki nad Oświęcimiem, do Związku Inwalidów Wojennych Rzeczypospolitej Polskiej i do Stowarzyszenia Żołnierzy AK w Krakowie oraz do Kręgu Seniorów Harcerstwa Polskiego. Od 1982 społecznie współpracuje ze Stowarzyszeniem Maksymiliana Kolbe we Freiburgu w Niemczech. Obecnie mieszka w Zabrzu. Jest członkiem Klubu Kawalerów Orderu Wojennego Virtuti Militari, a od 2001 członkinią „Memoriału Generał Marii Wittek” w Toruniu.
Danuta Misiewicz–Mikusz zmarła w Zabrzu w dniu 17 czerwca 2013 w wieku 93 lat.

## Odznaczenia
- Srebrny Krzyż Orderu Wojennego Virtuti Militari – Rozkaz KG AK Nr 33/BP z 15 stycznia 1945 za całokształt działalności w okresie konspiracji i męstwo w czasie uwięzienia[a]
- Srebrny Krzyż Zasługi z Mieczami – 1944
- Krzyż Walecznych  – 1945
- Medal Zwycięstwa i Wolności 1945 – 1957
- Odznaka Grunwaldzka – 1960
- Brązowy Medal „Za zasługi dla obronności kraju” – 1967
- Krzyż Armii Krajowej – 1970
- Krzyż Oświęcimski – 1986